# باولو روميو
باولو روميو (بالإيطالية: Paolo Romeo)‏ هو دبلوماسي إيطالي، ولد في 20 فبراير 1938 في قطانية في إيطاليا.